# The Bamboo Parachute
The Bamboo Parachute è l'unico album in studio del bassista statunitense Chi Cheng, pubblicato nel giugno 2000.

## Descrizione
Si tratta di una raccolta di poesie tutte recitate da Cheng stesso. Il brano Beautiful è dedicata alla moglie.

## Tracce
1. The Man Who Made October – 1:18
2. The Receiving Line – 0:42
3. Goin' South – 0:43
4. Bitter Angels – 0:42
5. Beautiful – 0:09
6. Witness – 0:39
7. Whiter Than God – 0:30
8. It Would Be Good... – 0:39
9. Don Pablos – 0:51
10. What Kind of Person Could Do That? – 1:52
11. The Inside of My Pocket Knife – 1:52
12. The Small Black Box – 0:40
13. The Host Animal – 1:16
14. My Life on a Swing – 1:08
15. On Your Ear – 1:45
16. Something's Better Left Unsaid – 1:04
17. The Light Blue Afterthought – 1:10
18. Blow the Whistle – 1:21
19. You Make a Good Robot – 0:31
20. Manzanita (for Gary Snider) – 0:55
21. Do You Have Enough Stones? – 0:44
22. Sometimes Long Lines Work – 0:35
23. The Halatosis Poets – 0:43
24. Braces – 0:39
25. The Protein of an Ant Colony – 5:47